# گل‌خورک یالدار
گل‌خورک یال‌دار (نام علمی: Boleophthalmus dussumieri) نام یک گونه از راسته  گاوماهی‌سانان است.
این گونه بومی کرانه‌های اقیانوس هند، خلیج فارس، دریای عمان، دریای عرب و خلیج بنگال است و در کشورهای ایران، هند، عراق، کویت، عمان، پاکستان و احتمالاً بنگلادش یافت است. گل‌خورک یال‌دار در حوضه آبریز رودخانه‌ها و نواحی جزر و مدی دریا زندگی می‌کند. این ماهی دوزیست است و می‌توان هوا را نیز تنفس کند.